# A Puskás Akadémia FC 2013–2014-es szezonja
Ez a szócikk a Puskás Akadémia FC 2013–2014-es szezonjáról szól, mely sorozatban és összességében is az első idénye a csapatnak a magyar első osztályban. A klub fennállásának ekkor volt a 8. évfordulója. A szezon 2013 júliusában kezdődött, és 2014 májusában ért véget.

## Statisztikák
Utolsó elszámolt mérkőzés dátuma: 2014. május 31.

### Kiírások
| Kiírás        | Statisztikák | Statisztikák | Statisztikák | Statisztikák | Statisztikák | Statisztikák | Kezdő forduló | Végső forduló/ helyezés | Mérkőzések dátumai | Mérkőzések dátumai |
| Kiírás        | M            | GY           | D            | V            | LG–KG        | GK           | Kezdő forduló | Végső forduló/ helyezés | Első               | Utolsó             |
| ------------- | ------------ | ------------ | ------------ | ------------ | ------------ | ------------ | ------------- | ----------------------- | ------------------ | ------------------ |
| OTP Bank Liga | 30           | 8            | 7            | 15           | 36–51        | –15          | —             |                         | 2013. 07. 26.      | 2014. 05. 31.      |
| Magyar kupa   | 3            | 2            | 0            | 1            | 9–8          | +1           | 2. forduló    | 4. forduló              | 2013. 08. 28.      | 2013. 10. 22.      |
| Ligakupa      | 9            | 4            | 3            | 2            | 15–9         | +6           | Csoportkör    | Negyeddöntő             | 2013. 09. 04.      | 2014. 03. 18.      |

## OTP Bank Liga

### Mérkőzések
| 1. forduló 2013. július 26. 19:00 |

| Lombard Pápa                                                       | 1 – 1               | Puskás Akadémia            |
| ------------------------------------------------------------------ | ------------------- | -------------------------- |
| Eszlátyi 63' Tajthy 19' Szabó 63' Tóth G. 75' Šupić 84' Király 90' | (0 – 0) Jegyzőkönyv | Vaszicsku 82' Polonkai 21' |

| Perutz Stadion, Pápa Nézőszám: 1 000 Játékvezető: Iványi Zoltán (magyar) |

| 2. forduló 2013. augusztus 3. 21:00 |

| Puskás Akadémia         | 1 – 2               | Újpest                                  |
| ----------------------- | ------------------- | --------------------------------------- |
| Tischler 17' Farkas 80' | (1 – 1) Jegyzőkönyv | Kabát 23' Ahjupera 61' 69′ Litauszki 4' |

| Sóstói Stadion, Székesfehérvár Nézőszám: 600 Játékvezető: Farkas Ádám (magyar) |

| 3. forduló 2013. augusztus 10. 19:00 |

| Paksi FC                              | 4 – 1               | Puskás Akadémia                                                             |
| ------------------------------------- | ------------------- | --------------------------------------------------------------------------- |
| Kovács 6' Simon 59' 72' 88' Szabó 53' | (1 – 0) Jegyzőkönyv | Tischler 54' (11-esből) Farkas 6' Tóth 10' Baracskai 54' Vaszicsku 26′, 64′ |

| Fehérvári út, Paks Nézőszám: 1 000 Játékvezető: Solymosi Péter (magyar) |

| 4. forduló 2013. augusztus 18. 16:30 |

| Budapest Honvéd                             | 3 – 0               | Puskás Akadémia                  |
| ------------------------------------------- | ------------------- | -------------------------------- |
| Ignjatović 32' Vernes 43' Živanović 52' 50' | (2 – 0) Jegyzőkönyv | Bertus 14' Vachtler 45' Tóth 68' |

| Bozsik József Stadion, Budapest Nézőszám: 1 000 Játékvezető: Erdős József (magyar) |

| 5. forduló 2013. augusztus 24. 19:00 |

| Puskás Akadémia          | 1 – 0               | Kaposvári Rákóczi |
| ------------------------ | ------------------- | ----------------- |
| Tischler 90' Zsolnai 87' | (0 – 0) Jegyzőkönyv | Babić 90+3'       |

| Sóstói Stadion, Székesfehérvár Nézőszám: 500 Játékvezető: Bognár Tamás (magyar) |

| 6. forduló 2013. augusztus 31. 19:00 |

| Mezőkövesd–Zsóry                                              | 3 – 1               | Puskás Akadémia                    |
| ------------------------------------------------------------- | ------------------- | ---------------------------------- |
| Petneházi 49' Balajti 56' Menougong 90+2' Éles 19' Farkas 73' | (0 – 0) Jegyzőkönyv | Lencse 62' Farkas 25' Szekeres 76' |

| Városi stadion, Mezőkövesd Nézőszám: 2 500 Játékvezető: Szabó Zsolt (magyar) |

| 7. forduló 2013. szeptember 14. 16:00 |

| Puskás Akadémia                     | 0 – 2               | Diósgyőr                            |
| ----------------------------------- | ------------------- | ----------------------------------- |
| Wagué 29′ Farkas 87' Tamás 25′, 88′ | (0 – 0) Jegyzőkönyv | Futács 58' Bacsa 88' Abdouraman 71' |

| Sóstói Stadion, Székesfehérvár Nézőszám: 300 Játékvezető: Solymosi Péter (magyar) |

| 8. forduló 2013. szeptember 21. 16:00 |

| Haladás                                                            | 2 – 1               | Puskás Akadémia                                                    |
| ------------------------------------------------------------------ | ------------------- | ------------------------------------------------------------------ |
| Halmosi 10' Radó 72' Guzmics 20' Simon 59' Fehér 83′ Gyurján 90+2' | (1 – 0) Jegyzőkönyv | Lencse 56' Farkas 15' Vaszicsku 71' Hajdúch 71' Margitics 74′, 77′ |

| Rohonci út, Szombathely Nézőszám: 2 840 Játékvezető: Andó-Szabó Sándor (magyar) |

| 9. forduló 2013. szeptember 28. 16:00 |

| Puskás Akadémia                             | 3 – 1               | Ferencváros                                     |
| ------------------------------------------- | ------------------- | ----------------------------------------------- |
| Czvitkovics 16' Lencse 58' 76' 75' Tóth 38' | (1 – 0) Jegyzőkönyv | Vaszicsku 78' (öngól) Holman 35' Bešić 37′, 73′ |

| Sóstói Stadion, Székesfehérvár Nézőszám: 2 300 Játékvezető: Németh Ádám (magyar) |

| 10. forduló 2013. október 5. 16:00 |

| Pécsi MFC    | 1 – 2               | Puskás Akadémia |
| ------------ | ------------------- | --------------- |
| Frőhlich 88' | (0 – 2) Jegyzőkönyv | Lencse 4' 35'   |

| PMFC Stadion, Pécs Játékvezető: Erdős József (magyar) |

| 11. forduló 2013. október 19. 14:00 |

| Videoton                                      | 3 – 0               | Puskás Akadémia      |
| --------------------------------------------- | ------------------- | -------------------- |
| Zé Luis 66' Nildo Petrolina 75' Álvarez 90+1' | (0 – 0) Jegyzőkönyv | Tamás 46' Molnár 61' |

| Sóstói Stadion, Székesfehérvár Nézőszám: 3 020 Játékvezető: Solymosi Péter (magyar) |

| 12. forduló 2013. október 27. 18:30 |

| Győri ETO                               | 2 – 2               | Puskás Akadémia                                             |
| --------------------------------------- | ------------------- | ----------------------------------------------------------- |
| Andrić 5' 29' Kronaveter 39' Völgyi 79' | (2 – 1) Jegyzőkönyv | Lencse 7' 42' Nikolić 75' 76' Czvitkovics 57' Margitics 89' |

| ETO Park, Győr Nézőszám: 2 600 Játékvezető: Kassai Viktor (magyar) |

| 13. forduló 2013. november 2. 18:00 |

| Puskás Akadémia        | 1 – 1               | MTK Budapest          |
| ---------------------- | ------------------- | --------------------- |
| Tischler 50' Tamás 54' | (0 – 0) Jegyzőkönyv | Varga 90+3' Eppel 73' |

| Sóstói Stadion, Székesfehérvár Nézőszám: 600 Játékvezető: Erdős József (magyar) |

| 14. forduló 2013. november 9. 14:00 |

| Debreceni VSC                                        | 2 – 1               | Puskás Akadémia                                            |
| ---------------------------------------------------- | ------------------- | ---------------------------------------------------------- |
| Szakály 10' Volaš 28' (11-esből) Bódi 60' Korhut 90' | (2 – 1) Jegyzőkönyv | Tischler 24' Hajdúch 25′ Guarú 74' Lencse 77' Haraszti 83' |

| Oláh Gábor utca, Debrecen Nézőszám: 4 500 Játékvezető: Németh Ádám (magyar) |

| 15. forduló 2013. november 22. 19:00 |

| Puskás Akadémia                             | 2 – 2               | Kecskeméti TE                               |
| ------------------------------------------- | ------------------- | ------------------------------------------- |
| Haraszti 16' Gallardo 46' 24' Vaszicsku 34' | (1 – 0) Jegyzőkönyv | Gréczi 75' Barry 80' Vukasovic 36' Nagy 90' |

| Sóstói Stadion, Székesfehérvár Nézőszám: 100 Játékvezető: Solymosi Péter (magyar) |

| 16. forduló 2013. november 30. 16:00 |

| Puskás Akadémia                             | 1 – 0                         | Lombard Pápa                           |
| ------------------------------------------- | ----------------------------- | -------------------------------------- |
| Lencse 35' (11-esből) Szekeres 51' Tóth 78' | (1 – 0) Jegyzőkönyv Részletek | Rodenbücher 34' Sekour 59' Tóth G. 78' |

| Sóstói Stadion, Székesfehérvár Nézőszám: 100 Játékvezető: Szabó Zsolt (magyar) |

| 17. forduló 2013. december 7. 14:00 |

| Újpest                                                | 3 – 3               | Puskás Akadémia                                                                   |
| ----------------------------------------------------- | ------------------- | --------------------------------------------------------------------------------- |
| Lázár 60' Litauszki 79' 66' Simon 88' Suljić 45′, 88′ | (0 – 1) Jegyzőkönyv | Margitics 31' Szekeres 63' 83' Lencse 67' (11-esből) 23' Haraszti 90' Luque 90+2' |

| Szusza Ferenc Stadion, Budapest Nézőszám: 1 500 Játékvezető: Solymosi Péter (magyar) |

| 18. forduló 2014. február 28. 19:00 |

| Puskás Akadémia                                  | 1 – 0               | Paksi FC   |
| ------------------------------------------------ | ------------------- | ---------- |
| Tóth 80' 66' Polonkai 66' Nagy Zs. 73' Tamás 76' | (0 – 0) Jegyzőkönyv | Bori 90+2' |

| Sóstói Stadion, Székesfehérvár Játékvezető: Erdős József (magyar) |

| 19. forduló 2014. március 8. 16:00 |

| Puskás Akadémia     | 0 – 4                         | Budapest Honvéd                                                                   |
| ------------------- | ----------------------------- | --------------------------------------------------------------------------------- |
| Vaskó 33' Tamás 57' | (0 – 2) Jegyzőkönyv Részletek | Vécsei 13' 66' Ignjatović 36' Lovrić 59' 61' Prosser 77' Živanović 36' Diarra 42' |

| Sóstói Stadion, Székesfehérvár Nézőszám: 600 Játékvezető: Farkas Ádám (magyar) |

| 20. forduló 2014. március 16. 16:30 |

| Kaposvári Rákóczi                             | 1 – 1                         | Puskás Akadémia      |
| --------------------------------------------- | ----------------------------- | -------------------- |
| Kink 57' Firțulescu 31' Okuka 58' Murai S 76' | (0 – 1) Jegyzőkönyv Részletek | Lencse 32' Vaskó 20' |

| Rákóczi Stadion, Kaposvár Nézőszám: 1 500 Játékvezető: Solymosi Péter (magyar) |

| 21. forduló 2014. március 22. 16:00 |

| Puskás Akadémia                                          | 4 – 0               | Mezőkövesd–Zsóry      |
| -------------------------------------------------------- | ------------------- | --------------------- |
| Lencse 45' 67' 88' (11-esből) Tischler 63' 76' Tamás 82' | (1 – 0) Jegyzőkönyv | Rajczi 81' Vermes 87′ |

| Sóstói Stadion, Székesfehérvár Játékvezető: Erdős József (magyar) |

| 22. forduló 2014. március 29. 14:00 |

| Diósgyőri VTK                         | 2 – 3               | Puskás Akadémia                                        |
| ------------------------------------- | ------------------- | ------------------------------------------------------ |
| Gosztonyi 17' Debreceni 40' Gohér 80' | (1 – 0) Jegyzőkönyv | Nagy 6' Tischler 66' 88' Tóth 68' Lencse 77' Guarú 79' |

| DVTK-stadion, Miskolc Játékvezető: Németh Ádám (magyar) |

| 23. forduló 2014. április 4. 17:00 |

| Puskás Akadémia                      | 1 – 2               | Haladás                          |
| ------------------------------------ | ------------------- | -------------------------------- |
| Czvitkovics 42' Tóth 71′ Lorentz 75' | (1 – 2) Jegyzőkönyv | Halmosi 19' Guzmics 33' Radó 43' |

| Sóstói Stadion, Székesfehérvár Játékvezető: Vad II. István (magyar) |

| 24. forduló 2014. április 12. 14:00 |

| Ferencváros                                            | 1 – 0               | Puskás Akadémia                                                          |
| ------------------------------------------------------ | ------------------- | ------------------------------------------------------------------------ |
| Leonardo 9' Böde 57' Gyömbér 63' Mateos 64' Holman 79' | (0 – 0) Jegyzőkönyv | Tamás 62′ Lencse 63' Polonkai 64' Vaszicsku 78' Szakály 83' Szekeres 93′ |

| Puskás Ferenc Stadion, Budapest Játékvezető: Erdős József (magyar) |

| 25. forduló 2014. április 18. 19:00 |

| Puskás Akadémia                    | 1 – 1               | PMFC Matias                |
| ---------------------------------- | ------------------- | -------------------------- |
| Szakály 6' Polonkai 54' Farkas 67' | (1 – 1) Jegyzőkönyv | Pölöskei 24' 83′ Romić 51' |

| Sóstói Stadion, Székesfehérvár Játékvezető: Farkas Ádám (magyar) |

| 26. forduló 2014. április 26. 14:00 |

| Puskás Akadémia        | 1 - 3               | Videoton                                 |
| ---------------------- | ------------------- | ---------------------------------------- |
| Tischler 62' Tamás 52' | (0 - 1) Jegyzőkönyv | Nikolics N. 19' Zé Luis 74' Oliveira 78' |

| Pancho Aréna, Felcsút Játékvezető: Kassai Viktor (magyar) |

| 27. forduló 2014. május 3. 20:00 |

| Puskás Akadémia                          | 0 - 1               | Győri ETO                            |
| ---------------------------------------- | ------------------- | ------------------------------------ |
| Tóth Balázs 3' Denković 29' Szekeres 84' | (0 - 0) Jegyzőkönyv | Pátkai 48' Kalmár 58' 68' Lipták 63' |

| Pancho Aréna, Felcsút Játékvezető: Németh Ádám (magyar) |

| 28. forduló 2014. május 9. 19:00 |

| MTK                                   | 2 - 1               | Puskás Akadémia                   |
| ------------------------------------- | ------------------- | --------------------------------- |
| Szekeres 36' Horváth 46' 48' Poór 49' | (1 - 0) Jegyzőkönyv | Lencse 76' Tóth 84' Vaszicsku 92' |

| Hidegkuti Nándor Stadion, Budapest Játékvezető: Solymosi Péter (magyar) |

| 29. forduló 2014. május 25. 15:00 |

| Puskás Akadémia | 0 – 1               | Debreceni VSC                    |
| --------------- | ------------------- | -------------------------------- |
| Guarú 78'       | (0 – 0) Jegyzőkönyv | Bódi 66' Zsidai 83' Korhut 90+2' |

| Pancho Aréna, Felcsút Nézőszám: 2 127 Játékvezető: Bognár Tamás (magyar) |

| 30. forduló 2014. május 31. 18:00 |

| Kecskeméti TE                       | 1 – 2               | Puskás Akadémia               |
| ----------------------------------- | ------------------- | ----------------------------- |
| Farkas 14' Balázs 15' Vukasović 44′ | (1 – 1) Jegyzőkönyv | Vaszicsku 12' Szakály 34' 83' |

| Széktói Stadion, Kecskemét Játékvezető: Farkas Ádám (magyar) |

### A bajnokság végeredménye
| #   | Csapat                 | M  | GY | D  | V  | G+ – G– | GK  | P  | Megjegyzések                                   |
| --- | ---------------------- | -- | -- | -- | -- | ------- | --- | -- | ---------------------------------------------- |
| 1.  | DVSC–TEVA (B)          | 30 | 18 | 8  | 4  | 66–33   | +33 | 62 | 2014–2015-ös Bajnokok Ligája – 2. selejtezőkör |
| 2.  | Győri ETO FC CV (I)    | 30 | 18 | 8  | 4  | 58–32   | +26 | 62 | 2014–2015-ös Európa-liga – 2. selejtezőkör     |
| 3.  | Ferencvárosi TC (I)    | 30 | 17 | 6  | 7  | 47–33   | +14 | 57 | 2014–2015-ös Európa-liga – 1. selejtezőkör     |
| 4.  | Videoton FC            | 30 | 15 | 8  | 7  | 52–31   | +21 | 53 |                                                |
| 5.  | Diósgyőri VTK (I)      | 30 | 12 | 11 | 7  | 45–38   | +7  | 47 | 2014–2015-ös Európa-liga – 1. selejtezőkör     |
| 6.  | Szombathelyi Haladás   | 30 | 12 | 10 | 8  | 37–31   | +6  | 46 |                                                |
| 7.  | Pécsi MFC–Matias       | 30 | 12 | 9  | 9  | 41–38   | +3  | 45 |                                                |
| 8.  | MTK Budapest FC        | 30 | 11 | 7  | 12 | 42–36   | +6  | 40 |                                                |
| 9.  | Budapest Honvéd FC     | 30 | 10 | 6  | 14 | 37–39   | −2  | 36 |                                                |
| 10. | Kecskeméti TE          | 30 | 9  | 9  | 12 | 36–51   | −15 | 36 |                                                |
| 11. | MVM–Paks               | 30 | 8  | 10 | 12 | 39–42   | −3  | 34 |                                                |
| 12. | Lombard Pápa Termál FC | 30 | 9  | 6  | 15 | 32–50   | −18 | 33 |                                                |
| 13. | Újpest FC (KGY)        | 30 | 8  | 8  | 14 | 46–51   | −5  | 32 |                                                |
| 14. | Puskás Akadémia FC Ú   | 30 | 8  | 7  | 15 | 36–51   | −15 | 31 |                                                |
| 15. | Mezőkövesd-Zsóry FC Ú  | 30 | 6  | 6  | 18 | 27–52   | −25 | 24 | NB II                                          |
| 16. | Kaposvári Rákóczi FC   | 30 | 4  | 7  | 19 | 21–54   | −33 | 19 | NB II                                          |

Utolsó frissítés: 2014. június 1. 
Forrás: MLSZ adatbank 
A rangsorolás alapszabályai: 1. összpontszám, 2. győzelmek száma, 3. gólkülönbség, 4. szerzett gólok száma, 5. egymás elleni eredmények összpontszáma,  6. egymás elleni eredmények gólkülönbsége, 7. egymás elleni eredmények szerzett góljainak száma, 8. egymás elleni eredmények idegenben szerzett góljainak száma.
(B): Bajnokcsapat, (K): Kieső csapat, (F): Feljutó csapat, (I): Kupainduló, (R): A rájátszás győztese, (KGY): Kupagyőztes

### Eredmények összesítése
Az alábbi táblázatban összesítve szerepelnek a Puskás Akadémia FC 2013/14-es bajnokságban elért eredményei.
| Ősz/tavasz (forduló)    | Otthon | Otthon | Otthon | Otthon | Otthon | Otthon | Otthon | Idegenben | Idegenben | Idegenben | Idegenben | Idegenben | Idegenben | Idegenben |
| Ősz/tavasz (forduló)    | M      | GY     | D      | V      | LG–KG  | GK     | P      | M         | GY        | D         | V         | LG–KG     | GK        | P         |
| ----------------------- | ------ | ------ | ------ | ------ | ------ | ------ | ------ | --------- | --------- | --------- | --------- | --------- | --------- | --------- |
| Őszi szezon (1–17.)     | 7      | 3      | 2      | 2      | 9–8    | +1     | 11     | 10        | 1         | 3         | 6         | 12–24     | –12       | 6         |
| Tavaszi szezon (18–30.) | 8      | 2      | 1      | 5      | 8–12   | -4     | 7      | 5         | 2         | 1         | 2         | 7–7       | 0         | 7         |
| Összesen (1–30.)        | 15     | 5      | 3      | 7      | 17–20  | -3     | 18     | 15        | 3         | 4         | 8         | 19–31     | –12       | 13        |

### Helyezések fordulónként
| Forduló  | 1 | 2  | 3  | 4  | 5  | 6  | 7  | 8  | 9  | 10 | 11 | 12 | 13 | 14 | 15 | 16 | 17 | 18 | 19 | 20 | 21 | 22 | 23 | 24 | 25 | 26 | 27 | 28 | 29 | 30 |
| -------- | - | -- | -- | -- | -- | -- | -- | -- | -- | -- | -- | -- | -- | -- | -- | -- | -- | -- | -- | -- | -- | -- | -- | -- | -- | -- | -- | -- | -- | -- |
| Helyszín | I | O  | I  | I  | O  | I  | O  | I  | O  | I  | I  | I  | O  | I  | O  | O  | I  | O  | O  | I  | O  | I  | O  | I  | O  | O  | O  | I  | O  | I  |
| Eredmény | D | V  | V  | V  | GY | V  | V  | V  | GY | GY | V  | D  | D  | V  | D  | GY | D  | GY | V  | D  | GY | GY | V  | V  | D  | V  | V  | V  | V  | GY |
| Helyezés | 9 | 11 | 14 | 15 | 13 | 15 | 15 | 15 | 15 | 12 | 13 | 14 | 14 | 14 | 15 | 14 | 14 | 12 | 12 | 12 | 12 | 10 | 12 | 12 | 12 | 13 | 13 | 14 | 14 | 14 |

Helyszín: O = Otthon; I = Idegenben. Eredmény: GY = Győzelem; D = Döntetlen; V = Vereség.

## Magyar kupa
2. forduló
| 2013. augusztus 28. 16:30 |

| Andráshida SC                                     | 2 – 3               | Puskás Akadémia                                             |
| ------------------------------------------------- | ------------------- | ----------------------------------------------------------- |
| Tóth 90+1' Polareczki 90+2' Sági 57' Rohonczi 81' | (0 – 2) Jegyzőkönyv | Lencse 10' Czvitkovics 23' Haraszti 67' Luque 16' Wagué 27' |

| Zalaegerszeg Nézőszám: 500 Játékvezető: Radványi Ádám (magyar) |

3. forduló
| 2013. szeptember 25. 18:00 |

| Soproni VSE                                | 2 – 3               | Puskás Akadémia                                                                           |
| ------------------------------------------ | ------------------- | ----------------------------------------------------------------------------------------- |
| Baranyai 11' 12' Szabó 67' 68' Fazekas 56' | (1 – 1) Jegyzőkönyv | Lencse 28' 90+6' 10' Zsolnai 65' 11' Gallardo 10' Haraszti 66' Bertus 89' Baracskai 90+8′ |

| Sopron Nézőszám: 600 Játékvezető: Pintér Csaba (magyar) |

4. forduló
| 2013. október 22. 13:30 |

| Puskás Akadémia | 3 – 4 (h. u.)       | Kecskeméti TE            |
| --------------- | ------------------- | ------------------------ |
| Haraszti 89'    | (0 – 0) Jegyzőkönyv | Gréczi 11' Vukasovic 87' |

| Sóstói Stadion, Székesfehérvár Nézőszám: 80 Játékvezető: Oláh Gábor (magyar) |

- Büntetőrúgások után alakult ki a végeredmény.

## Ligakupa

### Csoportkör (D csoport)
| 1. forduló 2013. szeptember 4. 16:30 |

| Ceglédi VSE                      | 2 – 2               | Puskás Akadémia           |
| -------------------------------- | ------------------- | ------------------------- |
| Koncz 13' Medgyesi 77' Szabó 84' | (1 – 1) Jegyzőkönyv | Zsolnai 44' Baracskai 49' |

| Cegléd Nézőszám: 400 Játékvezető: Varga László (magyar) |

| 2. forduló 2013. szeptember 11. 16:30 |

| Puskás Akadémia                                   | 4 – 2               | Szigetszentmiklósi TK                        |
| ------------------------------------------------- | ------------------- | -------------------------------------------- |
| Baracskai 4' Molnár 50' Zsolnai 61' 81' Luque 90' | (1 – 0) Jegyzőkönyv | Bonifert 68' Takács 71' Balogh 44' Barna 72' |

| Felcsút Nézőszám: 150 Játékvezető: Szilasi Szabolcs (magyar) |

| 3. forduló 2013. október 9. 19:00 |

| Budapest Honvéd | 0 – 0               | Puskás Akadémia |
| --------------- | ------------------- | --------------- |
| Holender 22'    | (0 – 0) Jegyzőkönyv | Gallardo 88'    |

| Bozsik József Stadion, Budapest Nézőszám: 200 Játékvezető: Veizer Roland (magyar) |

| 4. forduló 2013. október 16. 19:00 |

| Puskás Akadémia                      | 2 – 0               | Budapest Honvéd           |
| ------------------------------------ | ------------------- | ------------------------- |
| Haraszti 32' Nagy Zs. 37' Lencse 53' | (1 – 0) Jegyzőkönyv | Ignjatović 6′ Mancini 17' |

| Felcsút Nézőszám: 100 Játékvezető: Böcskei Balázs (magyar) |

| 5. forduló 2013. november 13. 13:30 |

| Szigetszentmiklósi TK  | 1 – 0               | Puskás Akadémia |
| ---------------------- | ------------------- | --------------- |
| Kollega 55' Takács 67' | (0 – 0) Jegyzőkönyv | Farkas 78'      |

| Szigetszentmiklós Nézőszám: 100 Játékvezető: Kiss Norbert (magyar) |

| 6. forduló 2013. november 19. 13:00 |

| Puskás Akadémia                      | 3 – 0               | Ceglédi VSE |
| ------------------------------------ | ------------------- | ----------- |
| Lencse 37' Wagué 54' Czvitkovics 71' | (1 – 0) Jegyzőkönyv |             |

| Felcsút Nézőszám: 50 Játékvezető: Szilasi Szabolcs (magyar) |

### A D csoport végeredménye
| Csapat                | M | Gy | D | V | G+ | G– | Gk | P  |
| --------------------- | - | -- | - | - | -- | -- | -- | -- |
| Puskás Akadémia       | 6 | 3  | 2 | 1 | 11 | 5  | +6 | 11 |
| Szigetszentmiklósi TK | 6 | 3  | 1 | 2 | 9  | 6  | +3 | 10 |
| Cegléd                | 6 | 2  | 2 | 2 | 8  | 11 | –3 | 8  |
| Budapest Honvéd       | 6 | 1  | 1 | 4 | 5  | 11 | –6 | 4  |

### Nyolcaddöntő
| Első mérkőzés 2014. február 25. 16:00 |

| Vasas                              | 2 – 0               | Puskás Akadémia                             |
| ---------------------------------- | ------------------- | ------------------------------------------- |
| Berecz 24' 81' Remili 78' Grúz 67' | (1 – 0) Jegyzőkönyv | Orbán 21' Guarú 48′ Denković 71' Farkas 75′ |

| Illovszky Rudolf Stadion, Budapest Nézőszám: 500 Játékvezető: Radványi Ádám (magyar) |

- A mérkőzést jogosulatlan játékosszerepeltetés miatt a Puskás Akadémia nyerte meg 0 – 3-mal.

| Visszavágó 2014. március 4. 13:30 |

| Puskás Akadémia                                                    | 3 – 1               | Vasas                            |
| ------------------------------------------------------------------ | ------------------- | -------------------------------- |
| Tischler 43' 82′ Denković 61' Vaszicsku 79' Gallardo 65' Vaskó 68' | (1 – 1) Jegyzőkönyv | Remili 27' Ferenczi 45' Grúz 83' |

| Felcsút Játékvezető: Szőts Gergely (magyar) |

### Negyeddöntő
| Első mérkőzés 2014. március 18. 17:00 |

| Debreceni VSC                  | 1 – 1               | Puskás Akadémia                                           |
| ------------------------------ | ------------------- | --------------------------------------------------------- |
| Tisza 26' Seydi 70' Kovács 81' | (1 – 0) Jegyzőkönyv | Lencse 50' Bertus 34' Németh 74' Gallardo 60' Lorentz 84' |

| Oláh Gábor utcai stadion, Debrecen Nézőszám: 1 200 Játékvezető: Vad II. István (magyar) |

## Felkészülési mérkőzések

### Nyár
| 2013. július 3. |

| Puskás Akadémia | 2 – 0               | NK Osijek |
| --------------- | ------------------- | --------- |
| Gajdos Tepurić  | (0 – 0) Jegyzőkönyv |           |

| Felcsút |

| 2013. július 6. |

| Gyirmót FC Győr | 1 – 0               | Puskás Akadémia |
| --------------- | ------------------- | --------------- |
| Kelemen         | (1 – 0) Jegyzőkönyv |                 |

| Ménfői úti stadion, Győr Nézőszám: 200 Játékvezető: Péter Gábor (magyar) |

| 2013. július 9. |

| Puskás Akadémia | 1 – 0       | Rubin-2 Kazan |
| --------------- | ----------- | ------------- |
| Zsolnai         | Jegyzőkönyv |               |

| Bük |

| 2013. július 10. |

| SC Ritzing            | 0 – 3               | Puskás Akadémia |
| --------------------- | ------------------- | --------------- |
| Molnár Károly Barcsay | (0 – 0) Jegyzőkönyv |                 |

| Óbér, Ausztria Játékvezető: Paukovits (osztrák) |

| 2013. július 13. |

| Puskás Akadémia                    | 3 – 2               | Săgeata Năvodari |
| ---------------------------------- | ------------------- | ---------------- |
| Zsolnai tizenegyes' Gajdos Szakály | (3 – 1) Jegyzőkönyv |                  |

| Sportplatz Wien, Bécs, Ausztria Játékvezető: Helmut Hofer (osztrák) |

| 2013. július 17. |

| Puskás Akadémia      | 2 – 1               | Kozármisleny SE |
| -------------------- | ------------------- | --------------- |
| Tóth Aposztolópulosz | (0 – 0) Jegyzőkönyv | Papp 63'        |

| Felcsút |

| 2013. július 22. |

| Puskás Akadémia | 0 – 3               | West Bromwich Albion                 |
| --------------- | ------------------- | ------------------------------------ |
|                 | (0 – 2) Jegyzőkönyv | Anelka 9' 26' Dorrans 80' (11-esből) |

| Káposztás utcai Stadion, Sopron Nézőszám: 3 000 |